# Fareless Square
A Fareless Square tömegközlekedési zóna volt az Amerikai Egyesült Államok Oregon államának Portland városában, amelynek határain belül a TriMet és a Portland Streetcar járatain ingyenesen lehetett utazni. A zóna a belvárost, majd 2001-től a Lloyd kerületet foglalta magában. 1975 januárjától 2012 augusztus 31-éig létezett; 2010 januárjában Free Rail Zone-ra nevezték át, mert a buszok kikerültek az ingyenesség hatálya alól. A járatmegszüntetések és a jegyárak növelése mellett a zóna felszámolása is a TriMet költségvetési hiányának következménye volt.

## Határai
A zóna nyugati szakasza a Marquam híd nyugati hídfőjétől északnyugati irányban az Interstate 405 mentén az Irving utcáig, keletre az Acélhídig, majd dél felé a Willamette folyó nyugati partjáig tartott. A 2001-től érvényes keleti szakasz az Acélhíd keleti hídfőjétől északnyugati irányban az Interstate sugárút Multnomah utcai csomópontjáig, majd keletre a Multnomah utca 1400-as házszámáig, délre a Holladay utcán, végül keleti irányban az Acélhídig tartott. Az Acélhíd egésze az ingyenes zónában feküdt.
A területet a TriMet nem kezelte külön körzetként, hanem az 1-es zóna része volt. A zónarendszer 2012. szeptember 1-jén szűnt meg.

## Története
Az ingyenes körzet létrehozásáról 1975-ben döntöttek a kevés parkolóhely és a légszennyezettség miatt. Kezdetben a belváros Hoyt és Market utcák közötti szakaszán, illetve a Willamette folyótól az Interstate 405 nyugati határáig húzódott, majd 1977. április 3-án a Market utcától az I-405 Marquam hídi csomópontjáig terjesztették ki. Az 1990-es években a Portland Union Station bevonásához határait egy utcasarokkal, az Irving utcáig bővítették.
2001-től a Lloyd kerület is része lett; határait kiterjesztették a Rose Quarterben található Holladay utcai vasútvillamos-, illetve a Multnomah utcai buszmegállóktól az Oregoni Kongresszusi Központig és a Lloyd Center bevásárlóközpontig. Ezzel a zóna már nem négyzet, hanem serpenyőalakú volt, de nevét nem módosították. 2007-től a Union Station előtti megállópár is a körzet része lett. A megszüntetése előtti utolsó években területe 3,5 km2 volt.

### Free Rail Zone
2009 januárjában a TriMet a regionális recesszióra válaszul csökkentette volna a zóna érvényességi körzetét, vagy a teljes ingyenesség helyett egy dolláros jegyet vezetett volna be.
A javaslatok finomhangolása során végül a buszok ingyenességének megszüntetése mellett döntöttek. A támogatók szerint a Metropolitan Area Express Portland Transit Mallig való meghosszabbításával a körzetben továbbra is lehetséges lesz a teljesen ingyenes utazás. A TriMet szerint az ingyenes zónán belüli utazások 93%-át lehet a vasútvillamossal megtenni. A buszvezetők szerint sok volt a mindössze az ingyenes zónán belüli megállók között utazó utas, akik a buszokat lassították. Mivel a nyugdíjasok és fogyatékkal élők elvesztették az ingyenes utazási lehetőséget, a körzetben élők fényképes igazolvánnyal két évig tíz dollárért vehetnék igénybe a szolgáltatást.
A Portlandi Kereskedelmi Szövetség és a turisztikai hivatal is támogatták a döntést. A buszok ingyenessége nyolcszázezer dollár veszteséget termelt. 2009 augusztusában bejelentették a zóna érvényességének szűkítését; 2010 januárjától a buszok többé nem ingyenesek. A körzetet ekkor Free Rail Zone-ra nevezték át.
A 2013-as éves terv a 12 millió dolláros hiány miatt 2012. szeptember 1-jei hatállyal javasolta a zóna teljes felszámolását. A javaslatot júniusban elfogadták, és az ingyenes körzetet 2012. augusztus 31-én üzemzáráskor felszámolták.

## Kritikák
A zónát időről időre több kritika is érte.
Mivel a zónán belül buszra szállókat nem kötelezhették jegyvásárlásra, a messzebbi utazások esetén felmerült a bliccelés lehetősége. A járművezetők és jegyellenőrök a zónán kívüli első megállóban végezhettek ellenőrzést, azonban a buszvezetők nem mindig szedték be a viteldíjat a kifelé irányuló utazásokkor (más városokban, ahogy a TriMet hálózatán 1975 és 1982 között, az ingyenes zónák elhagyása után leszálláskor kell fizetni).
A tram-trainekre és a villamosokra csak előre megváltott jeggyel lehet felszállni, így ezeket az utasokat a zónán belül nem ellenőrizték.
2007 végén a kék vonal greshami szakaszán történő erőszakos cselekményekben többek szerint szerepet játszott az ingyenes zóna megléte. Úgy gondolták, hogy ezen személyek az ingyenes zónából utaznak Greshambe. A vállalat igazgatója ezért javasolta az ingyenesség 7 és 19 óra közé korlátozását, azonban mások szerint nem tűnik logikusnak, hogy a zóna egy másik városra is kihatással legyen, ráadásul a TriMet 2007-es adatai szerint az ingyenes zónán belül a droghasználók és kéregetők száma nagyon alacsony. 2008. január 16-án két közmeghallgatást tartottak, de úgy döntöttek, hogy nem cselekednek azonnal.

## Fordítás
- Ez a szócikk részben vagy egészben  a   Fareless Square című angol Wikipédia-szócikk ezen változatának fordításán alapul.  Az eredeti cikk szerkesztőit annak laptörténete sorolja fel. Ez a jelzés csupán a megfogalmazás eredetét és a szerzői jogokat jelzi, nem szolgál a cikkben szereplő információk forrásmegjelöléseként.